# کامن (آتشفشان)
کامِن (روسی: Камень) یک آتشفشان چینه‌ای خاموش است که در جنوب شرقی شبه‌جزیره کامچاتکا در روسیه قرار دارد. کامچاتکا دومین کوه آتشفشانی بلند در کامچاتکا است.